# フローティングカーデータ
フローティングカーデータとは、実際に走行している自動車をセンサー（プローブ）として得られたデータを指す。（交通流に身を委ね）流動する様をフローティングと呼んでいる。プローブカーデータとも呼ばれる（日本では多い）。
データの利用は、交通管理や自動車の走行支援用などのコンテンツとして用いる。走行速度、位置などの他にワイパーの作動状況から天候データを取得するようなデータも考えられている。
システムを指して、フローティングカーシステムとも呼ばれる。

## 概要
本システムは、自動車にGPSを装着してデータを収集し、カーナビゲーションシステムで走行中の自動車へ渋滞など交通情報の提供を行う。これによって車の運転手は渋滞を避ける経路を選ぶことが期待でき、渋滞の軽減に効果があると考えられている。
他の交通管制システムと比べ、本システムのメリットは
- 実情の的確な把握 - 実際に走っている車の速度などの情報が得られるため[1]。
- 設備投資の費用が低い - 道路にカメラやセンサーなどを埋め込む必要がなく、車にGPSなどを後から装着するだけでよい[1]

を挙げることができる。また、設備投資の費用が低いため、交通情報を収集・提供できる地域エリアを、広げることができる。
一方で、「走行している自動車からデータを集める」ことから、その根本的な原理上、「自動車が走行していないと有意なデータが集まらない」デメリットは避けられない。

## 採用状況

### 日本
日本で商品として実用化されているものとして、「インターナビ」（本田技研工業）、「みまもりくんオンラインサービス」（いすゞ自動車）、「スマートループ」（パイオニア）がある。インターナビは、インターナビ対応ナビゲーションシステムにより交通情報の表示とルート誘導を行う。みまもりくんオンラインサービスは、専用端末によるデータ収集と、交通管制を行うことができる。
この他、戦略的情報通信研究開発推進制度（総務省が行っている、情報通信関連技術研究への補助金制度）により、名古屋地区で、約1,500台のタクシーに位置や速度、ワイパーの操作などを知らせるセンサーを設置し、業務用移動無線を活用して情報を収集した試験実績があるが、タクシーが客待ちで停車するため有意なデータが集められない（原因は前述）として試験は中止となっている。

### 中国
中国では、北京オリンピックにあわせて北京市内の渋滞緩和のために本システムを試験導入した。導入の理由はコスト面でのメリットだという。導入に際し、市内約6万6千台のタクシーへGPSの装着を行いデータを収集するとともに、ナビゲーションシステム(PND)や電光掲示板により情報の提供などの実験を行った。将来的には、他の都市へも本システムの導入を考えている。

### その他の国
- ギリシャ - アテネで本システムを導入したが、芳しい成果は上がっていない[1]。
- ドイツ - DCS（DaimlerChrysler Services）とSiemensによる合弁事業会社であるVMZ社がプローブ情報とセンサーからの情報などをあわせ、インターネットなどによりベルリン市の道路交通情報を提供している。フランクフルトでもシステムを導入したが、芳しい成果は上がっていない[1]。